# 陳龍 (景泰進士)
陳龍（1418年—？），字元亮，江西吉安府泰和縣人，儒籍，明朝政治人物。進士出身。

## 生平
江西鄉試第二十名。景泰五年（1454年）甲戌科會試第四十名，殿試登進士第二甲第二十三名。

## 家族
曾祖父陳有慶。祖父陳仲亨。父亲陳直，曾任按察司照磨。